# سلاح‌ها (فیلم)
«جنگ‌افزار» (انگلیسی: Weapons (film)) یک فیلم به کارگردانی آدام بهالا لاو است که در سال ۲۰۰۷ منتشر شد. از بازیگران آن می‌توان به نیک کانن، پل دانو، مارک وبر، ریلی اسمیت، و برندن مایکل اسمیت اشاره کرد.